# Renata De Lorenzo
Renata De Lorenzo (Avellino, 8 ottobre 1947) è una storica italiana.

## Vita e la carriera accademica
Allieva di Alfonso Scirocco si è laureata in Lettere presso l'Università degli Studi di Napoli con massimo dei voti e lode nel 1969; dopo esser stata per alcuni anni ricercatrice nella medesima università, da marzo 1989 all'ottobre 1992 ha insegnato storia moderna presso la Facoltà di Lettere e Filosofia dell'Università della Calabria, ritornando quindi a Napoli come docente di storia del Risorgimento divenendo quindi professore ordinario di storia contemporanea e storia dell'Ottocento all'Università degli Studi di Napoli Federico II.
Nel periodo novembre 2004 - ottobre 2007 ha diretto il Dipartimento di Discipline storiche dell'Università "Federico II". A partire da maggio 2010 è presidente della Società Napoletana di Storia Patria. È stata componente del Consiglio di Presidenza dell'Istituto per la Storia del Risorgimento Italiano, dopo essere stata per molti anni presidente del Comitato napoletano dello stesso istituto.
La sua attività di ricerca storica si è concentrata in particolare sugli aspetti economici e sociali della storia del Mezzogiorno e la storia d'Italia nel Settecento e nell'Ottocento, con particolare attenzione al periodo napoleonico e preunitario. I suoi saggi vertono sulle tematiche territoriali, i profili biografici dei protagonisti politici e intellettuali, e le dinamiche politiche e i loro equilibri collegate alla crisi del Regno borbonico e alle connessioni storico evolutive con quelle del quadro nazionale italiano.

### Scritti
Grazie al suo testo Istituzioni e territorio e nell'Ottocento borbonico: la "Real Società Economica di Principato Ultra"  ha ricevuto ad Avellino nel 1990, il "Premio Pironti".
Nel 2011 riceve il "premio Sele d'Oro Mezzogiorno" per il suo libro "Murat".
Nel 2013 pubblica "Borbonia felix", il cui titolo è ispirato alla famosa espressione Austria felix, in cui analizza le dinamiche che ebbero gioco nella crisi della dinastia borbonica napoletana, osservando le contraddizioni della complessa vita politica, sociale ed economica evolutesi nel periodo preunitario nel regno borbonico, confrontandole con le "correnti mitologie" generate, alla vigilia del centocinquantesimo anniversario dell'unità italiana, dal "fronte antirisorgimentale giustizialista" e complottista.
In questo saggio De Lorenzo ritiene che la difficoltà, per i gruppi di élite meridionali, di conciliare la duplice appartenenza al Regno delle Due Sicilie prima e al nuovo Regno d'Italia dopo, vissute come se gli eventi posteriori all'Unità avessero tradito le aspettative nutrite da questi durante la fine del periodo borbonico, siano attribuibili all'incapacità dei gruppi dirigenti di trovare il modo per «declinare liberalismo e nazione insieme», da ciò si origino' una aspettativa del futuro insoddisfacente per i moderati che per i radicali. In realtà l'analisi storica mostra che la fine dei Borboni coincise con la fine di un mondo per tutti quelli che in qualche modo ne erano stati partecipi, generando quindi un clima composto di imbarazzo e di nostalgia di mondi sconfitti.

## Opere

### Libri
- Proprietà fondiaria e fisco nel Mezzogiorno: la riforma della tassazione nel Decennio francese (1806-1815), Centro Studi per il Cilento ed il Vallo di Diano, Salerno, 1984
- Istituzioni e territorio e nell'Ottocento borbonico: la "Real Società Economica di Principato Ultra", Pergola, Avellino, 1987 (insignito del Premio Pironti),
- Società economiche e istruzione agraria nell'Ottocento meridionale, FrancoAngeli, Milano, 1998,
- Un regno in bilico. Uomini, eventi e luoghi nel Mezzogiorno preunitario, Carocci Editore, Roma, 2001
- Risorgimento democrazia Mezzogiorno d'Italia. Studi in onore di Alfonso Scirocco, a cura di Renata De Lorenzo, Franco Angeli, Milano, 2003;
- Storia e misura. Indicatori sociali ed economici nel Mezzogiorno d'Italia (secolo XVIII-XX), a cura di Renata De Lorenzo, Franco Angeli, Milano, 2007.
- Murat, Roma, Salerno editrice, 2011
- Borbonia Felix, il regno delle Due Sicilie alla vigilia del crollo, Roma, Salerno editrice, 2013, ISBN 978-88-8402-830-3

### Pubblicazioni
- Eroi involontari, interlocutori di un professore di agricoltura. Lettori e fruitori dell’opera di Nicola Columella Onorati, in Società economiche e istruzione agraria nell'Ottocento meridionale, Milano, 1998,  pp. 159-197.
- Angelo Massafra (a cura di), Tradizione-innovazione: "uomini di scienza" e rivoluzione in Terra di Bari e Basilicata, in Patrioti e insorgenti in Provincia: il 1799 in Terra di Bari e Basilicata, Edipuglia, 2002,  pp. 157 e succ..